# Stiglmaierplatz (métro de Munich)
Stiglmaierplatz (en allemand : U-Bahnhof Stiglmaierplatz) est une station de la ligne U1 du métro de Munich. Elle est située sous la Numphenburger Straße, entre l'intersection avec la Sandstraße, au nord-ouest, et la Stiglmaierplatz, au sud-est, dans le secteur de Maxvorstadt à Munich en Allemagne.
Mise en service en 1983, elle est desservie par les rames des lignes U1 et U7 qui est une ligne d'exploitation de renfort qui circule sur les lignes d'infrastructure UI, U2 et U5.

## Situation sur le réseau

Plan 2020 du métro.

Établie en souterrain, Stiglmaierplatz' est une station de passage de la ligne U1 du métro de Munich. Elle est située entre la station Maillingerstraße, en direction du terminus nord Olympia-Einkaufszentrum, et la station Munich-Hauptbahnhof, en direction du terminus sud Mangfallplatz,.
Elle dispose d'un quai central encadré par les deux voies de la ligne U1. Ces installations sont également desservies par les rames de renfort de la ligne U7 du métro de Munich,.

## Histoire
La station est mise en service le 28 mai 1983 et est desservie par la ligne U1 et depuis le 12 décembre 2011 par la ligne de renfort U7, qui ne circule qu'aux heures de pointe. Comme la plupart des stations des années 1980, le plafond de la Stiglmaierplatz est recouvert de lattes d'aluminium, le sol a un motif de galets de l'Isar. Les colonnes sont revêtues de parements blancs en octobre 2009, Les lattes brunes et blanches suspendues aux parois arrière des rails sont disposées de manière à devenir progressivement plus larges et plus étroites. les tuiles brunes furent retirées en 2008, car le collage était poreux et des tuiles individuelles étaient tombées.

## Services aux voyageurs

### Accès et accueil
Établie en souterrain sur un axe nord-ouest sud-est, la station est située sous la Numphenburger Straße, entre l'intersection avec la Sandstraße, au nord-ouest, et la Stiglmaierplatz, au sud-est. Au nord-ouest, deux accès donnent sur une petite mezzanine qui permet de rejoindre le quai, les relations entre les différents niveaux s'effectuent par des escaliers fixes ou des escaliers mécaniques. Au sud est, six accès, équipés d'escaliers fixe pour deux d'entre eux et d'un escalier fixe et d'un escalier mécanique pour les quatre autres, permettent de rejoindre la plus grande mezzanine située sous la Stiglmaierplatz. La relation avec le quai est assurée par une longue pente ouverte aux personnes handicapées en fauteuils roulants est également équipée d'un tapis roulant. Un ascenseur permet l'accessibilité des personnes à la mobilité réduite, entre la surface et cette mezzanine sud-est.

Installations
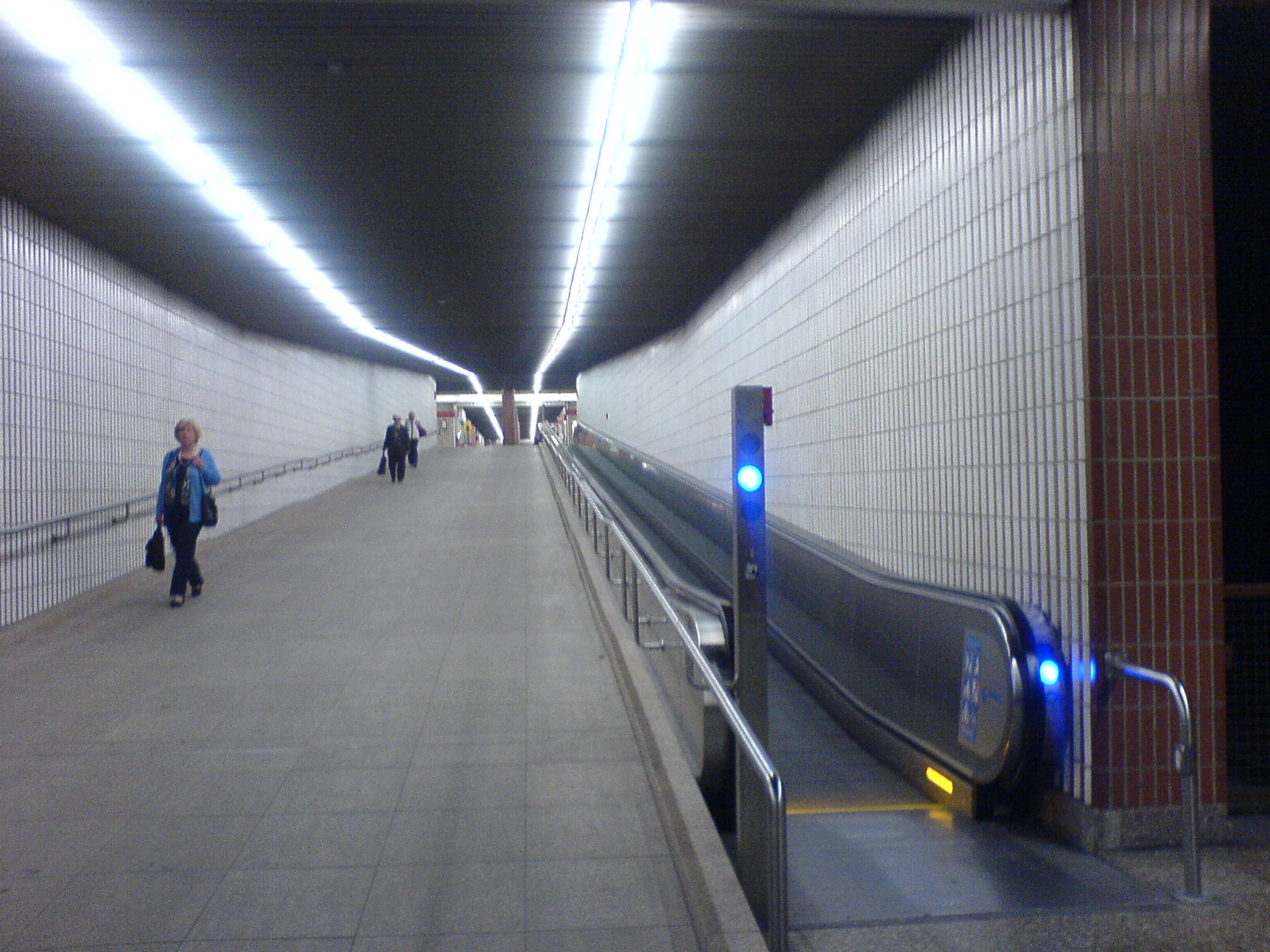
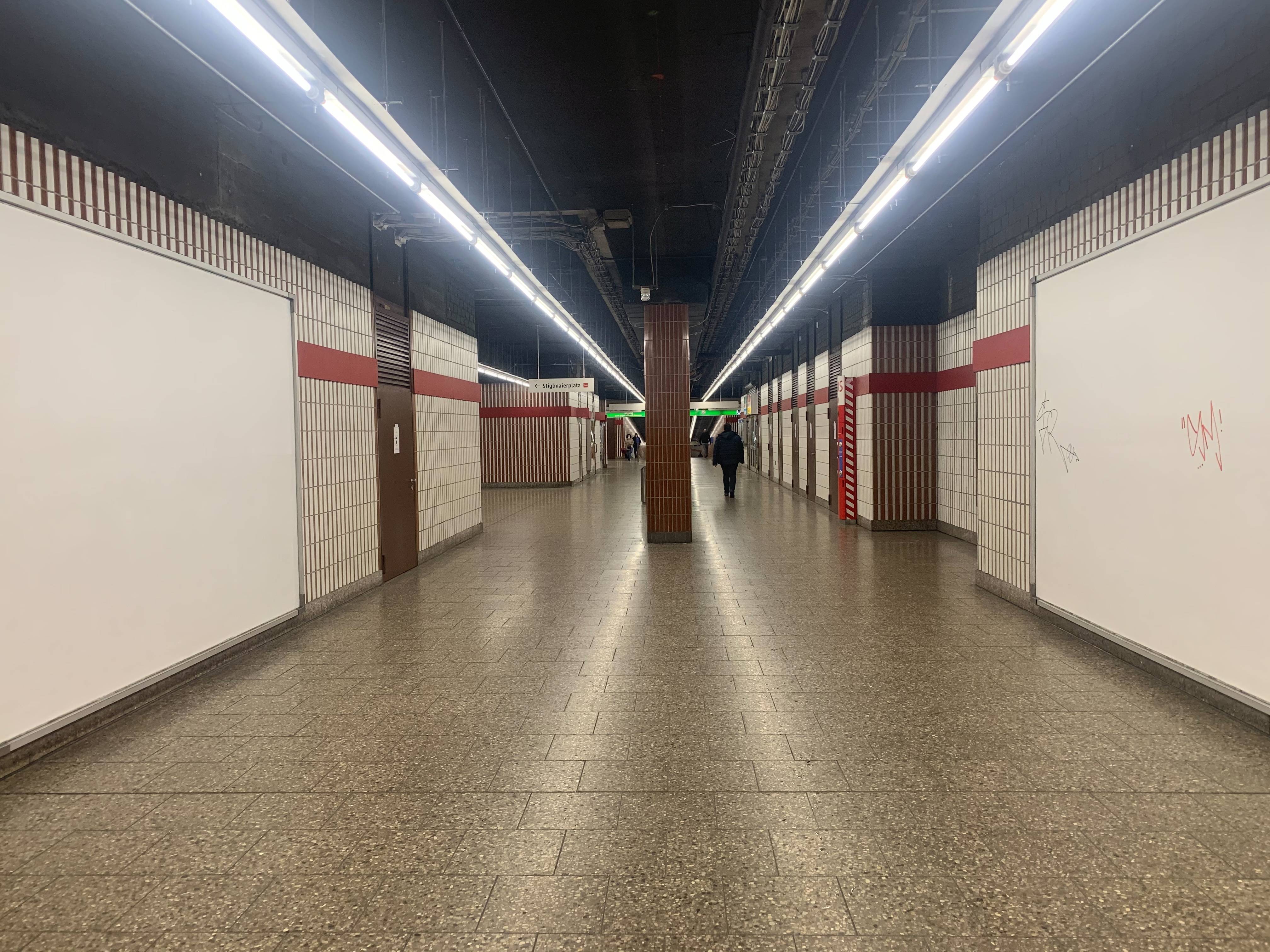
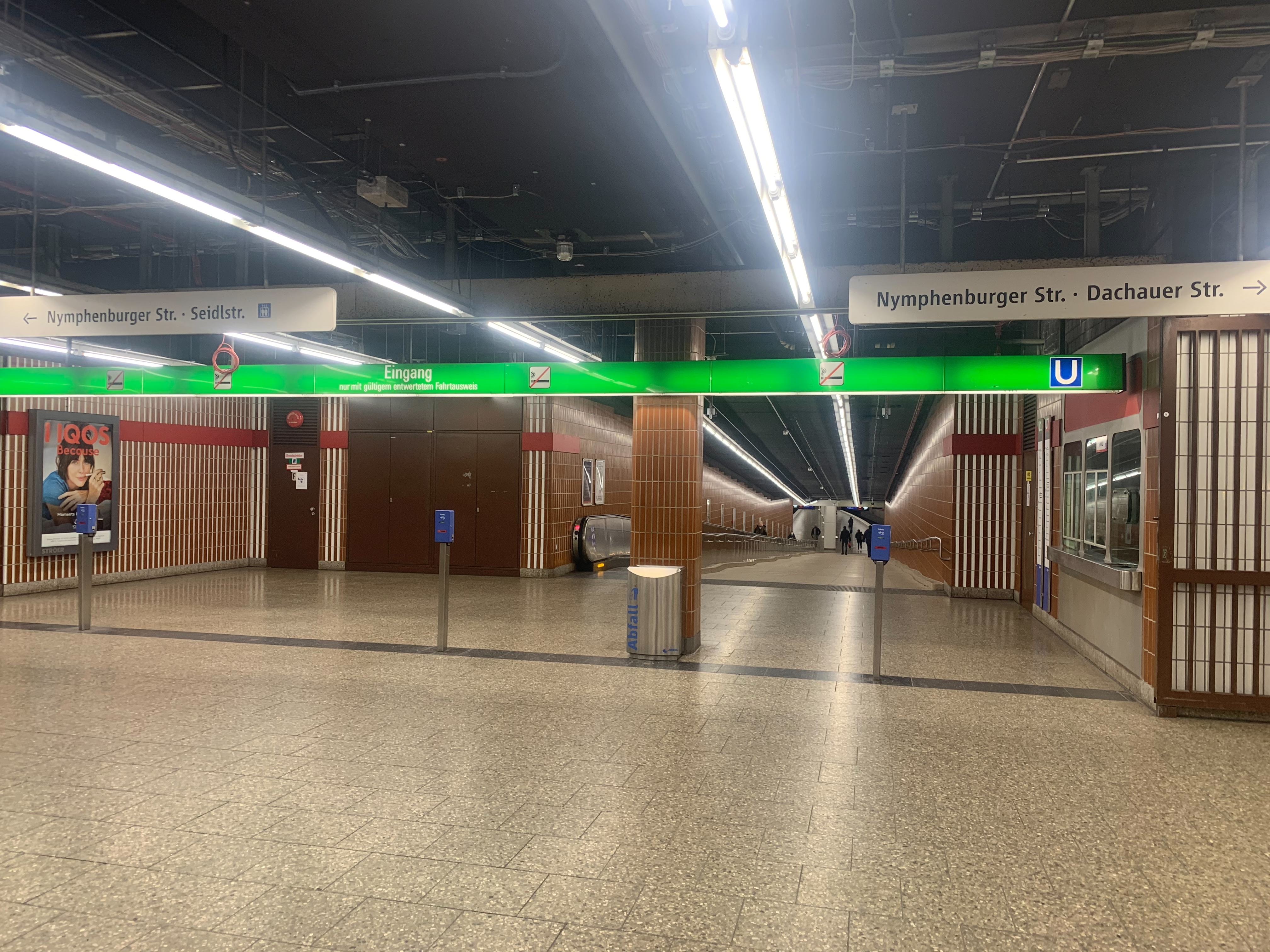

### Desserte
Stiglmaierplatz (U1/U7) est une station de passage de la ligne U1, desservie par toutes les rames de cette ligne. C'est également une station de passage de la ligne U7, qui fait circuler des rames de quatre voiture pendant les pics de fréquentation. Principalement le matin entre 7h et 9h et l'après-midi entre 15h et 19h, elle ne circule pas pendant les vacances scolaires.

Installations et dessertes
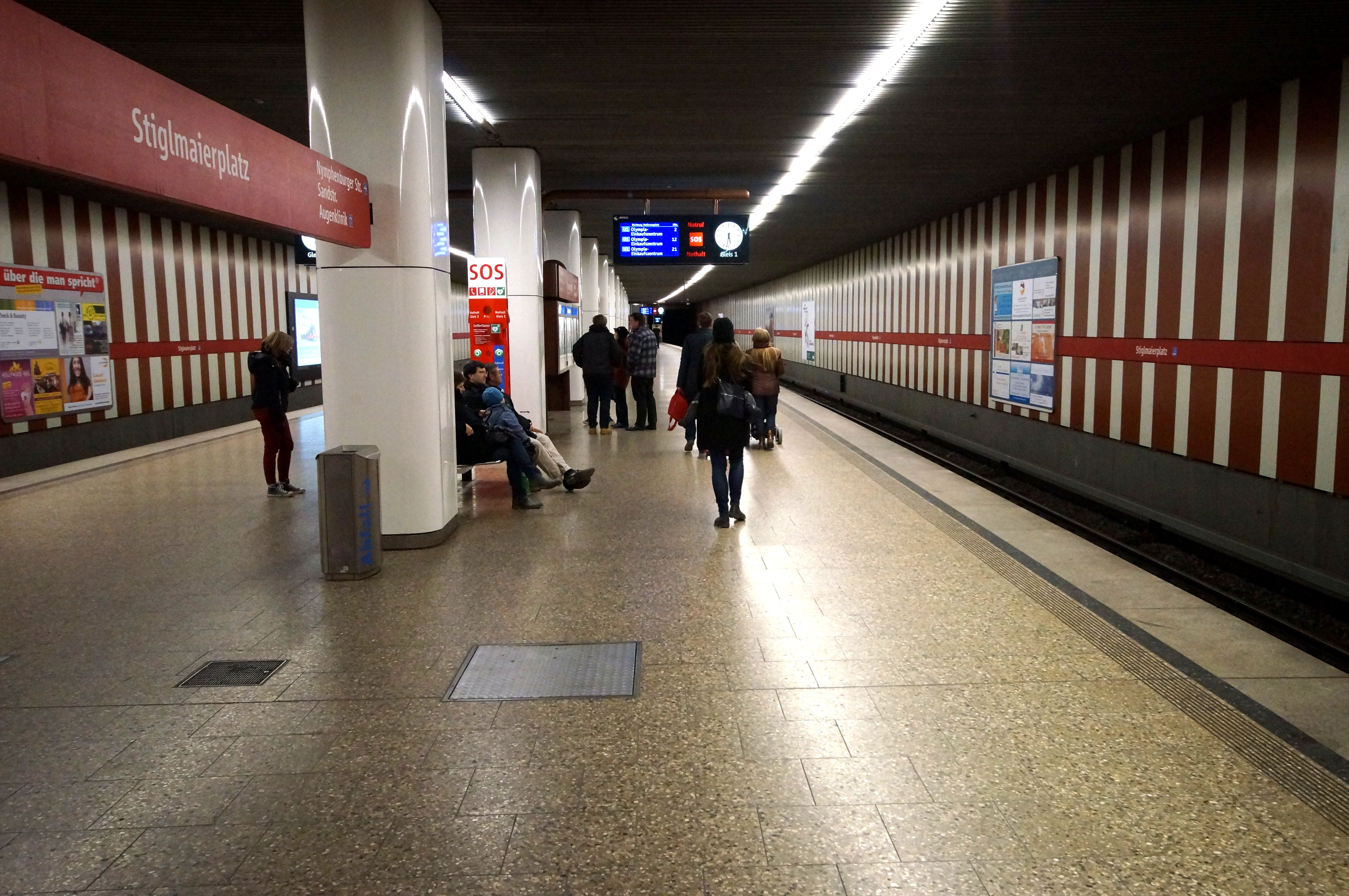
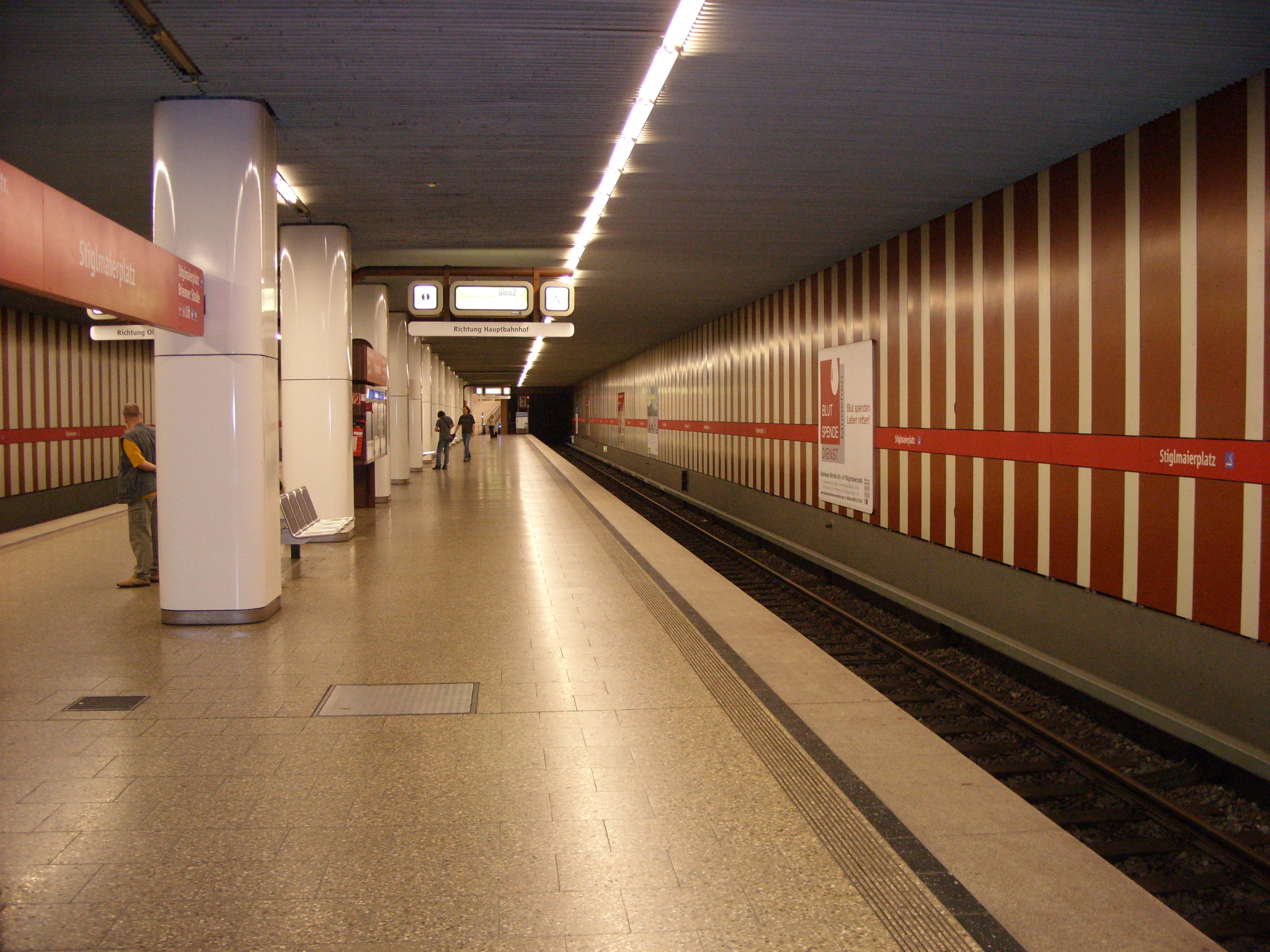
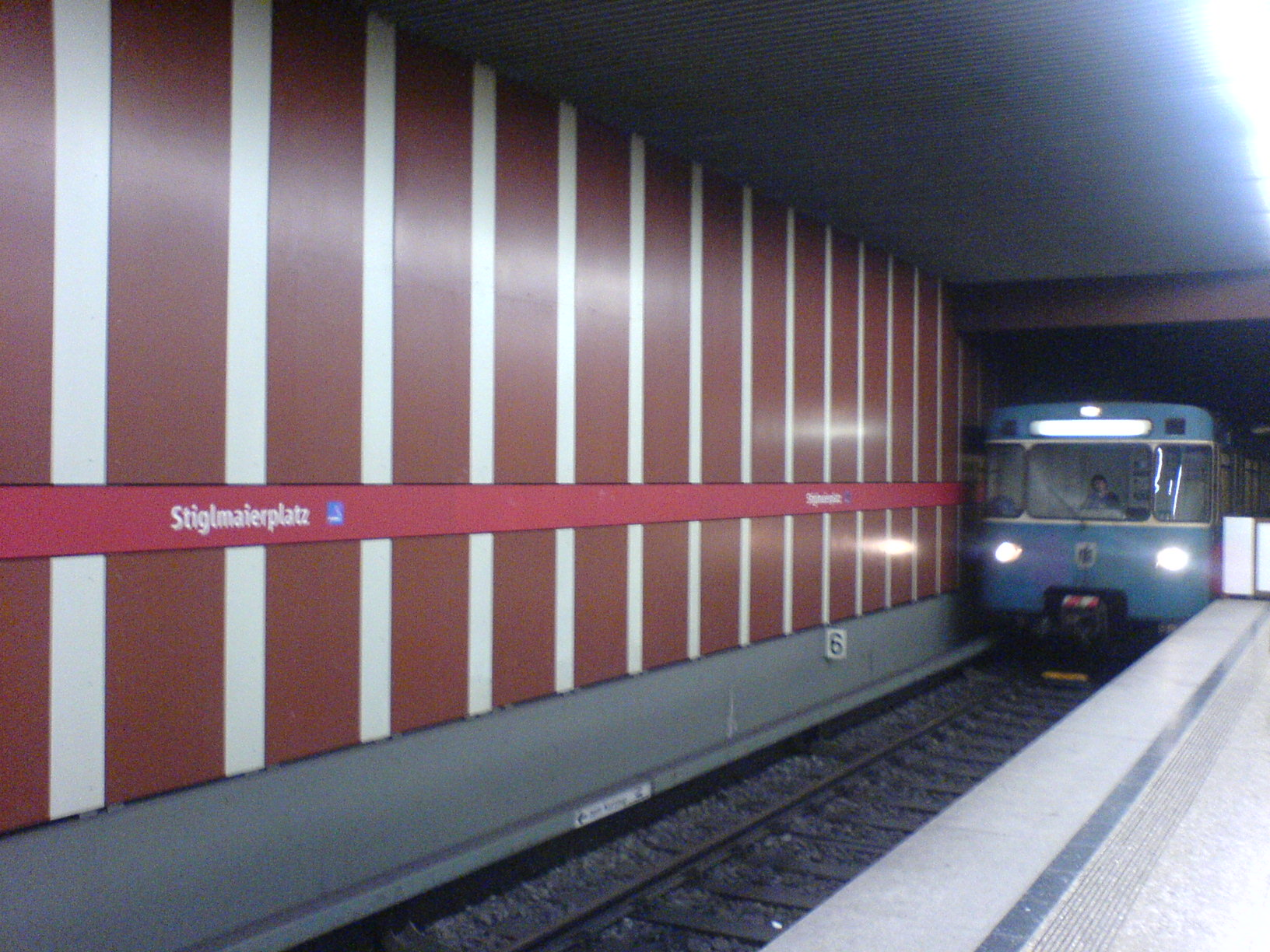

### Intermodalité
À proximité, une station du tramway de Munich sont desservies pr les lignes 20, 21 et 29 et une station de vélos en location en libre service est établie à proximité des accès sud-est.